# Régis Ovion
Régis Ovion (ur. 3 marca 1949 w Vigneux-sur-Seine) – francuski kolarz szosowy, złoty medalista mistrzostw świata.

## Kariera
Największy sukces w karierze Régis Ovion osiągnął w 1971 roku, kiedy zdobył złoty medal w wyścigu ze startu wspólnego podczas mistrzostw świata w Mendrisio. W zawodach tych wyprzedził bezpośrednio Belga Freddy’ego Maertensa oraz Hiszpana José Luisa Viejo. Był to jedyny medal wywalczony przez Oviona na międzynarodowej imprezie tej rangi. Ponadto wygrał między innymi Route de France w latach 1970 i 1971, Tour cycliste international de la Guadeloupe w 1970 roku, Tour de l’Avenir w 1971 roku, Circuit de la Sarthe w 1972 roku, Tour de Corse w 1977 roku, Paryż-Bourges w 1978 roku oraz Grand Prix cycliste de Mende w 1981 roku. Wielokrotnie startował w Tour de France, najlepszy wynik osiągając w 1973 roku, kiedy zajął dziesiąte miejsce w klasyfikacji generalnej. W 1974 roku wystartował także w Vuelta a España, zajmując ostatecznie piętnaste miejsce. W 1972 roku wziął udział w igrzyskach olimpijskich w Monachium, zajmując piętnastą pozycję w wyścigu ze startu wspólnego. Zdobył także złoty medal mistrzostw kraju w tej samej konkurencji w 1975 roku. Jako profesjonalista startował w latach 1972-1982.

## Najważniejsze zwycięstwa i sukcesy
1971
- mistrzostwo świata amatorów w wyścigu ze startu wspólnego
- 1. miejsce w Tour de l’Avenir
- 6. miejsce w Tour de Pologne oraz wygrany etap

1972
- 1. miejsce w Circuit de la Sarthe

1973
- wygrany etap w Criterium du Dauphiné Libéré
- 5. miejsce w Liège-Bastogne-Liège

1974
- 2. miejsce w Paryż-Bourges

1975
- mistrzostwo kraju zawodowców w wyścigu ze startu wspólnego

1978
- 1. miejsce w Paryż-Bourges

1979
- 2. miejsce w Paryż-Bourges

1980
- 3. miejsce w Critérium International oraz wygrany etap